# Vulpes qiuzhudingi
Genre
Espèce
Vulpes qiuzhudingi est une espèce éteinte de canidés, ancêtre du renard polaire actuel. Ce canidé a vécu au Tibet entre 5,08 à 3,60 millions d'années (Pliocène inférieur). Sa particularité était d'avoir des dents très acérées.

## Description
Les inventeurs de l'espèce, Wang et al. ont montré la ressemblance entre Vulpes qiuzhudingi et le renard arctique actuel Vulpes lagopus, caractérisée entre autres par une dentition très acérée « hypercarnivore ».

## Paléoécologie
Ils en déduisent que l'Himalaya, appelé parfois métaphoriquement le « troisième pôle », a pu permettre aux renards du Pliocène, et en particulier à Vulpes qiuzhudingi de tester les environnements extrêmes de grands froids bien avant les périodes glaciaires du Quaternaire, et permettre ainsi à leur descendant Vulpes lagopus de coloniser facilement ces nouveaux espaces glacés de plaines arctiques.

## Sources
- « maxisciences.com/esp%e8ce/un-a… »(Archive.org • Wikiwix • Archive.is • Google • Que faire ?)
- (en) http://www.dailymail.co.uk/sciencetech/article-2654191/Ferocious-arctic-fox-prowled-Himalayas-five-million-years-ago-Fossils-suggest-Tibet-training-ground-Ice-Age-adaptations.html